# Detective Blinn
Detective Blinn è un cortometraggio muto del 1915 diretto da Henry Otto. Prodotto dalla American Film Manufacturing Company, aveva come interpreti Edward Coxen (nel ruolo del titolo), Winifred Greenwood, George Field, John Steppling, Beatrice Van.

## Trama
In città, non passa giorno che qualche signora della buona società non lamenti il furto di un gioiello senza che vi siano tracce che possano portare alla cattura dei ladri. La serie di furti misteriosi mette in crisi la polizia che affida il caso al migliore dei suoi investigatori, il detective Blinn. Il poliziotto si mette subito al lavoro: sospettando che una coppia di truffatori possa essere complice dei ladri, riesce a entrare nelle loro grazie e, con pazienza e abilità, giunge a diventare parte della banda che sta organizzando un colpo al gran ballo dato dal giudice Page per il debutto in società della figlia Adele. Ballo al quale Adele sfoggerà un magnifico gioiello acquistato per l'occasione nella più lussuosa ed esclusiva gioielleria della città, quella di Lyman Shaw. Blinn, che si è presentato ai ladri come un imbroglione di San Francisco, viene incaricato del furto del prezioso ciondolo. Il detective si dimostra abile anche come ladro e adesso i suoi nuovi amici lo conducono dal ricettatore, che pagherà bene la refurtiva. Scoperto chi si nasconde dietro la banda, Blinn, a uno a uno, ne arresta i suoi membri fino ad arrivare al capo. La città è sconvolta quando a essere arrestato per ultimo è proprio il famoso e insospettabile gioielliere Lyman Shaw.

## Produzione
Il film fu prodotto dall'American Film Manufacturing Company.

## Distribuzione
Distribuito negli Stati Uniti dalla Mutual, il film - un cortometraggio in due bobine - uscì nelle sale cinematografiche il 2 agosto 1915.